# Epsilon Librae
Epsilon Librae (31 Librae) é uma estrela na direção da constelação de Libra. Possui uma ascensão reta de 15h 24m 11.93s e uma declinação de −10° 19′ 18.8″. Sua magnitude aparente é igual a 4.92. Considerando sua distância de 106 anos-luz em relação à Terra, sua magnitude absoluta é igual a 2.37. Pertence à classe espectral F5IV.